# حمزه بولمدایس
حمزه بولمدایس (انگلیسی: Hamza Boulemdaïs؛ زادهٔ ۲۲ نوامبر ۱۹۸۲) بازیکن فوتبال اهل الجزایر است.
از باشگاه‌هایی که در آن بازی کرده‌است می‌توان به باشگاه فوتبال القبائل، باشگاه فوتبال قسنطینه، و باشگاه فوتبال مولودیه قسنطینه اشاره کرد.
وی همچنین در تیم ملی فوتبال الجزایر بازی کرده‌است.